# Rothmayerův jasan v Břevnově
Rothmayerův jasan v Břevnově je významný strom, který roste v Praze 6 v zahradě Rothmayerovy vily mezi ulicemi U vojenské nemocnice, U páté baterie a U šesté baterie.

## Popis
Strom roste v zahradě za domem. Obvod jeho kmene je 304 cm (r. 2018), výška není uvedena. Stáří se odhaduje na 90 let (r. 2016). Dřevina je ve výborném zdravotním stavu a do databáze významných stromů Prahy byla zařazena roku 2019

## Historie
Po dostavbě vlastní vily roku 1930 zasadil architekt Otto Rothmayer na zahradě již vzrostlý jasan, který původně rostl v Troji. Strom měl být poražen, zbaven spodních větví a po oloupání kůry se z něj mělo stát dlouhé, několikametrové převoznické bidlo.